# العصبة المقدسة (1571)

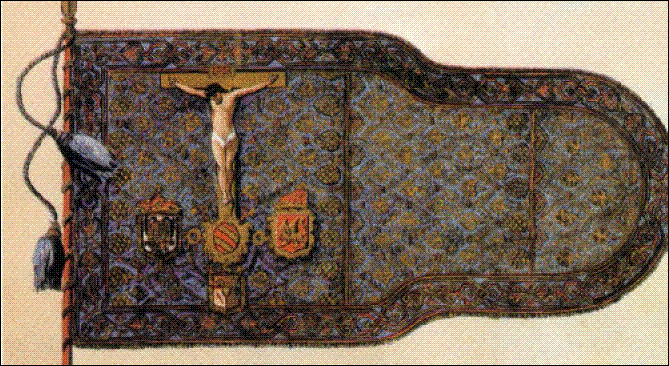
علم العصبة المستعمل في معركة ليبانت.

العصبة المقدسة عام 1571م (بالإسبانية: Liga Santa)‏ و(بالإيطالية: Lega Santa)‏ هو تحالف قام بإنشائه البابا بيوس الخامس وضم فيه جميع الدول البحرية الكاثوليكية الواقعة على البحر المتوسط تقريباً، كانت الغاية من عقد العصبة هي تحطيم السيطرة العثمانية على شرقي البحر المتوسط، أسست العصبة رسمياً بتاريخ 25 أيار 1571م. ضم الحلف الولايات البابوية وإسبانيا الهابسبورغية ونابولي وصقلية وجمهورية البندقية وجمهورية جنوا ودوقية توسكانا الكبرى ودوقية سافوي ودوقية بارما وفرسان مالطا. امتلكت الدول المتحالفة في العصبة 200 سفينة حربية و100 سفينة أخرى و50,000 جندياً و4,500 فارساً. وقد عين دون خوان النمساوي -الأخ اللاشرعي وغير الشقيق للملك فيليب الثاني ملك إسبانيا- قائداً أعلى على هذه القوات. بقيت الدعوة للانضمام إلى العصبة مفتوحة أمام الإمبراطورية الرومانية المقدسة وفرنسا والبرتغال، إلا أنه لم ينضم أحد منهم؛ فالإمبراطورية الرومانية المقدسة كانت تفضل الحفاظ على هدنتها مع إسطنبول، وأما فرنسا فقد كانت قد عقدت تحالفاً مع العثمانيين ضد إسبانيا، وفيما يخص البرتغال، فقد كانت تضع كامل طاقاتها على حربها في المغرب وعلى مواجهاتها البحرية المباشرة مع العثمانيين في البحر الأحمر والمحيط الهندي ولم يتبق لديها قوات لتشارك في العصبة.
أرسل الحلف بدايةً أسطولاً بحرياً لمساعدة البندقية في دفاعها عن قبرص التي فتحتها القوات العثمانية تحت قيادة لالا مصطفى باشا في تموز 1570، إلا أن الأسطول كان متأخراً على حماية جزيرة قبرص من أن تؤول بيد العثمانيين.
انتصر الحلف انتصاراً صادماً على الأسطول البحري العثماني في معركة ليبانت غرباً من الشواطئ اليونانية بتاريخ 7 تشرين أول 1571. وبالرغم من عظم المعركة، إلا أن نتائجها المباشرة كانت متواضعة. انتهى الحلف مع توقيع الهدنة مع العثمانيين عام 1573، وبعدها بمدة قصيرة توفي البابا بيوس الخامس.

## روابط خارجية
- Holy Leagues Of The 16th Century about.com
- Chronicle of the battle of Lepanto Luis Coloma, SJ